# Easton, Dorset
Easton är en ort i Storbritannien.   Den ligger i kommunen Dorset och riksdelen England, i den södra delen av landet, 200 km sydväst om huvudstaden London. Easton ligger 61 meter över havet och antalet invånare är 7 800.
Terrängen runt Easton är platt.  Närmaste större samhälle är Weymouth, 9,0 km norr om Easton. 